# ارز ۴۲۰۰ تومانی
ارز ۴۲۰۰ تومانی برای یک دلار آمریکا یکی از تصمیمات دولت دوازدهم به ریاست حسن روحانی در بهار ۱۳۹۷ بود. هدف از این طرح حمایت از اقشار آسیب‌پذیر برای کنترل قیمت کالاهای اساسی، نهاده‌های دامی، دارو و تجهیزات پزشکی اعلام شده بود. طی سال‌های بعد به دلیل محدود شدن منابع ارزی ایران به‌تدریج فهرست اقلام مشمول دریافت این ارز کوچک‌تر شد. از اردیبهشت سال ۹۷ تا مهر ۱۴۰۰ نزدیک به ۴۶ میلیارد دلار از منابع ارزی ایران به این ارز ترجیحی تخصیص یافت و در اختیار صادر کنندگان قرار گرفت.
در اسفند ۱۴۰۰ مجلس شورای اسلامی ایران با حذف ارز ترجیحی در بودجه ۱۴۰۱ موافقت کرد. دولت سیزدهم به ریاست سید ابراهیم رئیسی اقدام به حذف ارز ۴۲۰۰ تومانی کرد؛ افزایش یارانه‌ها و ارائه کالابرگ برای دریافت کالاهای اساسی با نرخ مصوب دولتی، از جمله راهکارهای دولت رئیسی برای جبران تورم ناشی از حذف این ارز است. اعلام رسمی آزادسازی بهای آرد مصرفی صنف و صنعت در کنار حذف ارز ترجیحی ۴۲۰۰ تومانی، موجب بروز اعتراضات معیشتی در ایران شد.

## اجرای ارز ترجیحی
از آغاز ریاست‌جمهوری حسن روحانی در مرداد ماه ۱۳۹۲ تا پاییز ۱۳۹۵ نرخ دلار با ثبات نسبی میان ۳۴۰۰ تا ۳۶۰۰ تومان نوسان داشت، ولی بعد از آن نرخ دلار رو به افزایش گذاشت، در پاییز سال ۹۶ وارد کانال ۴۰۰۰ تومان شد و تا پایان آن سال به حدود ۴۸۰۰ تومان رسید.
در پی موج دوم بحران جهش نرخ ارز در ایران، از اوایل فرودین ۱۳۹۷ و برای مهار آن، دولت حسن روحانی و بانک مرکزی ایران در اجرای سیاست یکسان‌سازی نرخ ارز، دلار را به قیمت ۴۲۰۰ تومان تک‌نرخی کردند. با اعلام ارز تک نرخی دولت ایران اقدام به راه‌اندازی سامانه نیما کرد که در قالب آن برای کالاهای اساسی دلار ۳۸۰۰ تومانی و برای بقیه کالاهای وارداتی دلار ۴۲۰۰ تومانی در نظر گرفت. چند ماه بعد حسن روحانی، رئیس‌جمهور ایران از سوءاستفاده عده‌ای از تخصیص دلار ۴۲۰۰ تومانی انتقاد کرد.
هدف از این طرح حمایت از اقشار آسیب‌پذیر برای کنترل قیمت کالاهای اساسی، نهاده‌های دامی، دارو و تجهیزات پزشکی اعلام شد تا با قیمتی که با قدرت خرید طبقه متوسط و پایین تطابق دارد به دست مصرف‌کننده نهایی برسد. ابتدا کل کالاهای اساسی و حتی سفر مردم مشمول دریافت این ارز بود. طی سال‌های بعد به دلیل محدود شدن منابع ارزی ایران به‌تدریج فهرست اقلام مشمول دریافت این ارز کوچک‌تر شد.
دلار ۴۲۰۰ تومانی ابتدا توسط اسحاق جهانگیری، معاون اول رئیس‌جمهور ایران، اعلام رسمی شد و تا مدت‌ها این ارز ترجیحی به «دلار جهانگیری» معروف بود. شایع بود که او چنین پیشنهادی داده است ولی به صورت علنی این انتساب را تکذیب و مدعی شد که مخالف این قیمت‌گذاری دستوری بوده است.

## حذف ارز ترجیحی
دولت ابراهیم رئیسی در آبان ۱۴۰۰ حذف این ارز را به‌صورت لایحه به مجلس ایران ارسال می‌کند. اما مجلس با فوریت حذف آن مخالفت می‌کند. سپس ذیل لایحه بودجه دولت سیزدهم برای سال ۱۴۰۱ به مجلس ارائه می‌شود و دوره یازدهم مجلس شورای اسلامی در اسفند ۱۴۰۰، با رای مثبت ۱۹۴ نماینده با حذف این ارز از بودجه سال ۱۴۰۱ به‌صورت مشروط موافقت می‌کند. ارائه کالابرگ الکترونیک برای جبران افزایش احتمالی قیمت کالاهای اساسی از جمله این شروط است. مجلس شورای اسلامی و شورای نگهبان در بررسی بودجه سال ۱۴۰۱ مسئولیت چگونگی و زمان‌بندی حذف ارز ترجیحی را به دولت ابراهیم رئیسی واگذار کردند.
تا قبل از شروع حذف این ارز ترجیحی، شش قلم کالای اساسی شامل گندم، جو، ذرت، سویا، روغن خام و دانه‌های روغنی به همراه بخشی از دارو و تجهیزات پزشکی ارز ۴۲۰۰ دریافت می‌کردند. عزم دولت رئیسی برای حذف این ارز باعث گرانی آرد و نان در ایران شد. همزمان قیمت دلار در بازار آزاد ایران افزایش یافت و به بیش از ۲۹ هزار تومان رسید.
در مقابل افزایش قیمت اقلامی که تا پیش از این با دلار ۴۲۰۰ تومانی وارد می‌شدند، دولت رئیسی با اجرای طرح حمایت معیشتی، یارانه دهک‌های درآمدی را افزایش داد. دولت قیمت مرغ، تخم‌مرغ، روغن خوراکی و لبنیات را رسماً افزایش داد.
«جراحی اقتصادی»، «فتح خرمشهر اقتصادی» و «مردمی‌سازی اقتصاد» توصیف‌های ستایش‌آمیز رسمی برای حذف ارز ترجیحی و سوبسید کالاهای اساسی در ایران است.

## پیامدهای حذف ارز ترجیحی
حذف ارز ترجیحی در کنار آزادسازی بهای آرد مصرفی صنف و صنعت که در زمان تورم بالای و سقوط ارزش ریال انجام شد؛ قیمت برخی مواد خوراکی در ایران را افزایش داد. از جمله قیمت نان فانتزی، روغن خوراکی، ماکارونی، شیر، مرغ و تخم مرغ چند برابر شد حذف ارز ترجیح باعث افزایش ده برابری قیمت آرد و افت فروش ۶۰ تا ۷۰ درصدی نان‌های حجیم و نیمه حجیم شد. افزایش قیمت مرغ باعث تبلیغات خیابانی برای فروش قسطیِ مرغ شد.
افزایش مواد خوراکی باعث نارضایتی مردم و اعتراضات معیشتی در ایران شد. اعتراضات به گرانی مواد خوراکی ابتدا از استان خوزستان شروع و سپس در ایران سراسری شد.